# Michael Bucher
Michael Bucher (* 6. Februar 1969 in Wien) ist ein ehemaliger österreichischer Judoka.

## Biografie
Michael  Bucher begann seine Karriere beim WAT Stadlau. 1987 siegte er bei den österreichischen Juniorenmeisterschaften in der Gewichtsklasse 73 kg und gewann somit einen weiteren Nachwuchstitel. Nach der Matura verpflichtete er sich beim Heeresleistungssportzentrum und war jahrelang ein fester Bestandteil der österreichischen Nationalmannschaft. 1991 gewann er das renommierte Weltcupturnier in Leonding. Im selben Jahr startete er bei den Europameisterschaften, schied jedoch vorzeitig aus.
Gegen Ende seiner aktiven Karriere wechselte er aus familiären Gründen zum Judoclub WSG-Swarovski Judo Wattens, für den er noch einige Jahre in der Bundesliga kämpfte. Derzeit arbeitet er bei einem Tiroler Finanzinstitut.

## Erfolge
- 1. Rang Weltturnier Leonding 1991 – 78 kg
- 2. Rang Weltturnier Leonding 1992 – 78 kg
- 3. Rang bei den Studentenweltmeisterschaften 1990 – 78 kg
- 3. Rang Militärweltmeisterschaften 1991 in Nimes – 78 kg
- 3. Rang Weltcup Potsdam 1990 – 78 kg

- mehrfacher österreichischer Meister im Nachwuchs